# Estimation of Distribution Algorithmus
Estimation of Distribution Algorithmen (EDA) (engl., etwa: Schätzung der Verteilung) sind evolutionäre Algorithmen, also Verfahren, die mit den Prinzipien der Evolution Optimierungsprobleme lösen. Im Fall von EDA wird während der Berechnung iterativ ein probabilistisches Modell entwickelt, das aufgrund der gemachten Stichproben das gesuchte Optimum schätzt. Während im Modell zu Beginn alle zulässigen Lösungen für das gegebene Problem gleich verteilt sind, wird im Erfolgsfall am Ende nur das gesuchte Optimum vorgeschlagen. Der Algorithmus stellt eine Verallgemeinerung des genetischen Algorithmus dar, der die Verteilung nur implizit schätzt. Die Motivation zur Entwicklung von EDA war die Tatsache, dass die Auswahl geeigneter Parameter für klassische evolutionäre Algorithmen (wie z. B. Mutationsstärke oder Populationsgröße) selbst ein Optimierungsproblem darstellt. John H. Holland vermutete schon 1975, dass die Abhängigkeiten der zu optimierenden Variablen einen Ansatzpunkt darstellen, den evolutionäre Algorithmen ausnutzen könnten.